# Manfred Winkelhock

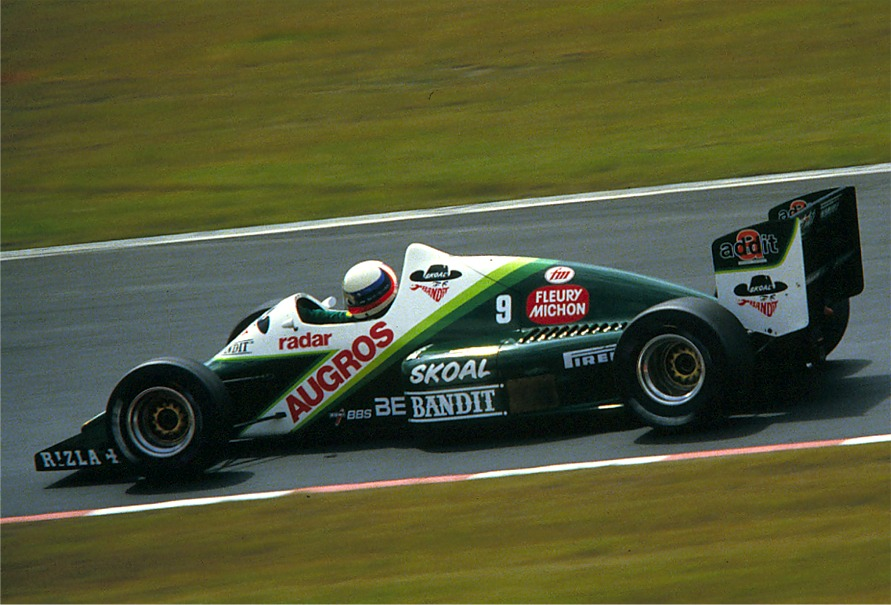
Manfred Winckelhock in een RAM in 1985

Manfred Winkelhock (Waiblingen, 6 oktober 1951 - Bowmanville, Canada, 12 augustus 1985) was een Duitse autocoureur.
Winkelhock begon pas laat met autoracen en brak door toen hij onder de hoede kwam van BMW dat hem in verschillende raceklassen liet uitkomen. In 1980 maakte hij zijn opwachting in de Formule 1, als invaller voor Jochen Mass bij het team van Arrows tijdens de Grand Prix van Italië. Hij kwalificeerde zich niet.
Twee jaar later kreeg hij een vaste plek bij ATS dankzij steun van BMW. Hij bleef drie seizoenen bij het team, maar behaalde slechts 2 punten, ondanks dat de auto's van de renstal in de kwalificaties vrij snel waren. Eind 1984 volgde een eenmalig optreden voor Brabham als invaller voor Teo Fabi. Winkelhock kon echter niet overtuigen en kwam in 1985 terecht bij het kleine RAM-team, waar weinig eer viel te behalen.
Naast zijn formule 1-carrière bleef Winkelhock ook actief in andere raceklassen. Zo reed hij in 1985 sportscars samen met Marc Surer en in een Porsche wisten ze de 1000 km van Monza te winnen.
Tijdens een sportscar-race op het circuit Mosport Park crashte Winkelhock; hij overleed nadat hij zwaar gewond uit het wrak was gehaald en op een betonwal was gelegd, waar hij van afviel.
Joachim Winkelhock, ook autocoureur, is de broer van Manfred. Manfreds zoon Markus Winkelhock was in 2006 en 2007 testcoureur voor de Formule 1-teams MF1 en Spyker. Markus maakte zijn racedebuut tijdens de GP van Europa 2007, en reed de eerste ronden van de race aan de leiding.